# Sophie de Vilmorin
Cet article court présente un sujet plus développé dans : Famille de Vilmorin.
Sophie Violette Louise Marie Levêque de Vilmorin dite Sophie de Vilmorin, fille de Roger de Vilmorin et de Pauline de Bellet fut « l'ultime amour » d'André Malraux. Après la mort de ce dernier, elle travailla aux éditions de L'Usine nouvelle, puis s'établit à son compte dans le domaine du traitement de texte et de l'édition. 
Peu après le transfert au Panthéon des cendres de l'écrivain, elle a décidé de raconter son histoire avec lui dans un livre intitulé Aimer encore - André Malraux 1970-1976, Paris (Gallimard), 1999; 286 p.;  (ISBN 2-07-075516-9), repris dans la collection « Folio », 2000. 

## Pour approfondir